# Solsikker (van Gogh-serier)
 For alternative betydninger, se Solsikker. (Se også artikler, som begynder med Solsikker)
Solsikker (originaltitel på fransk: Tournesols) er navnet på to serier af stilleben-malerier af den hollandske maler Vincent van Gogh. Den første serie, malt i Paris i 1887, forestiller solsikker som ligger på jorden, mens den anden, lavet i Arles året efter, viser en buket solsikker i en vase.

## Arles-solsikkerne

### De første udgaver fra august 1888
- Solsikker (F453), første version: Turkis baggrund
Olie på lærred, 73,5 × 60 cm
Privat samling
- Solsikker (F459), anden version: kongeblå baggrund
Olie på lærred, 98 × 69 cm
Tidligere i privat samling, Japan, ødelagt af en brand under anden verdenskrig den 6. august 1945[1]
- Solsikker (F456), tredje version: blågrøn baggrund
Olie på lærred, 91 × 72 cm
Neue Pinakothek, München, Tyskland
- Solsikker (F454), fjerde version: gul baggrund
Olie på lærred, 92,1 × 73 cm
National Gallery, London, England

### Gentagelsernefra januar 1889
- Solsikker (F455), gentagelse af den 3. version
Olie på lærred, 92 × 72,5 cm
Philadelphia Museum of Art, Philadelphia, USA.
- Solsikker (F458), gentagelse af den 5. version (gul baggrund)
Olie på lærred, 95 × 73 cm
Van Gogh-museet, Amsterdam, Holland.
- Solsikker (F457), replika den 4. version (gulgrøn baggrund)
Olie på lærred, 100 × 76 cm
Sompo Japan Museum of Art, Tokyo, Japan.[2]